# Rip Curl

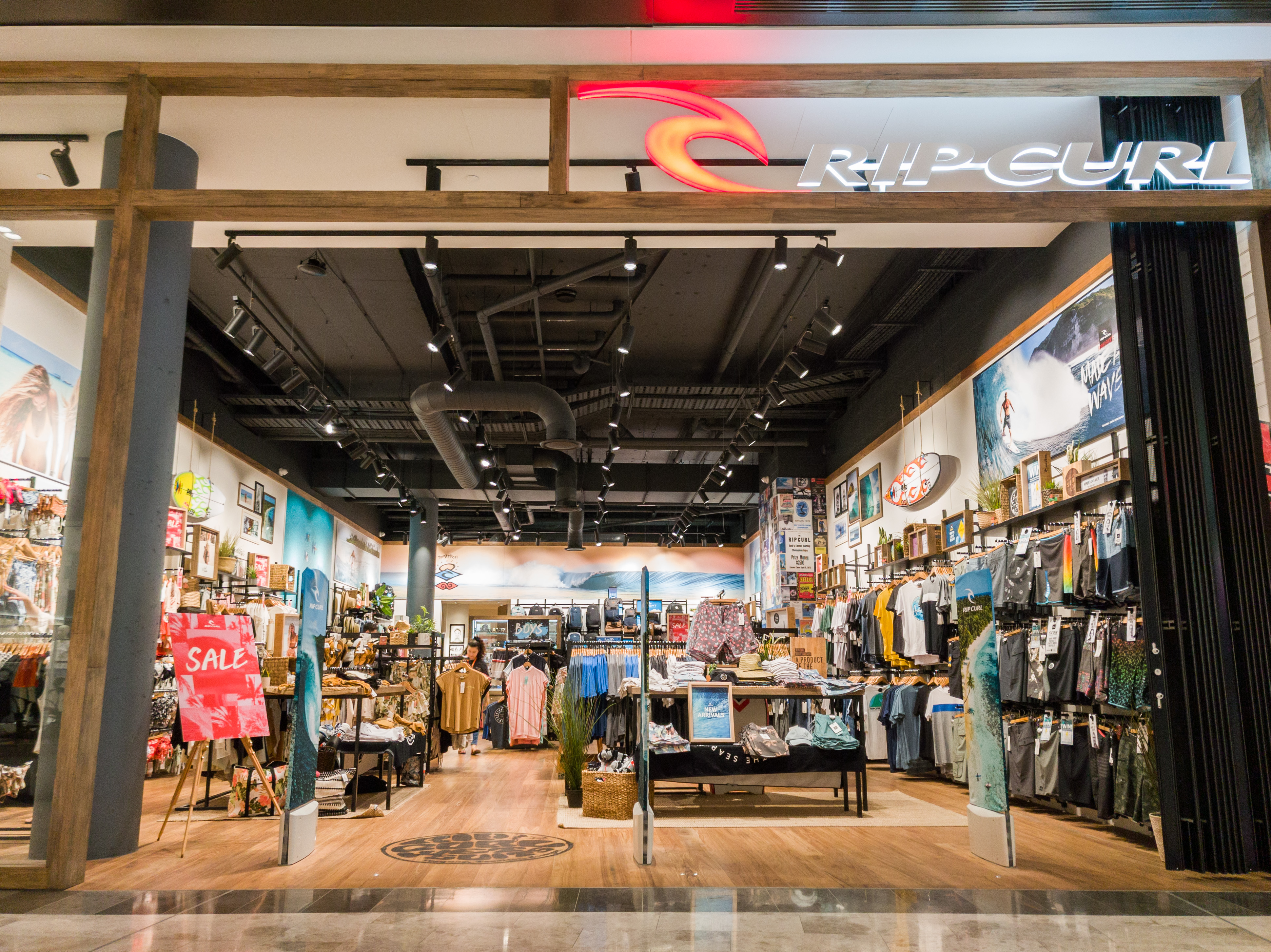
Loja Rip Curl no Westfield Carousel Shopping Center

Rip Curl é uma empresa australiana fabricante de surfwear. A Rip Curl é uma das principais marcas de patrocínio na área do surf em competições e eventos. Suas pranchas são muito usadas por participantes.

## História
Na Australia, o surf estava em um estágio curioso de seu desenvolvimento. A “revolução das bermudas” de 1967 criou um frenesim experimental no design das Bermudas e na técnica do surfe. 
No agradável clima de Victoria, a sanidade prevalece no design e na técnica, e também no temperamento dos surfistas. O frio, sempre um grande empecilho, criou uma barreira para os surfistas que queriam aproveitar o potencial dos melhores picos do mundo, em qualquer época. Por volta de 1969 estas mesmas almas começaram a se mover em direção à beira mar, para a cidade de Torquay, a apenas alguns quilômetros de distância de Bells Beach, local de umas das mais desafiantes ondas da Austrália.
Foi neste ambiente que Doug “Claw” Warbrick e Brian “Sing Ding” Singer decidiram criar sua empresa de surf, Rip Curl. E sim, seria chamada de Rip Curl.
As pranchas da Rip Curl começaram bem em um mercado competitivo que estava descobrindo uma nova fase revolucionária em design. Pioneiros como Gordon Woods e Barry Bennett em Sydney e George Rice em Victoria tiveram centenas de pessoas que se juntaram a eles com a visão de esperança nas operações, e como a Rip Curl, nascidos de garagens e galpões. 
Em muitos casos o entusiasmo e a inovação ofuscaram a especialidade técnica e a qualidade, mas a Rip Curl se concentrou em produzir um pequeno número de acessórios para as ondas locais.
Em 1970, de qualquer forma, Warbrick e Singer tomaram decisões que mudariam para sempre a origem da empresa. Olhando para as necessidades essenciais de seus amigos e surfistas nas águas geladas de Victoria – eles perceberam que uma delas – uma bermuda para surfar – estava sendo oferecida por muitas empresas, enquanto a outra – um wetsuit para proteger da água gelada – estava sendo oferecida por apenas duas empresas, uma das quais faz wetsuits para mergulhadores e tem apenas uma pequena margem de interesse comercial no surfe.
A Rip Curl assumiu uma velha casa em Torquay e os parceiros fizeram um pequeno investimento em uma máquina de costura da segunda guerra mundial. Eles juntaram uma equipe de locais e iniciaram a produção, cortando a borracha no chão e passando as peças para um maquinista que trabalhava demais e era muito mal pago.
Pelos padrões de hoje, os protótipos dos wetsuits da Rip Curl eram muito primitivos, mas eles se diferenciavam dos outros no mercado porque eram desenvolvidos através da interação com os surfistas.